# 237

237(이백삼십칠)은 236보다 크고 238보다 작은 자연수다.

## 수학
- 합성수로, 그 약수는 1, 3, 79, 237이다. 진약수의 합은 83이므로, 237은 부족수다.
  - 78번째 반소수다. 앞의 반소수는 235, 다음 반소수는 247이다.
- {\displaystyle 80^{2}-1}은 237로 나누어떨어진다.

## 교통

### 철도
- 서울 지하철 2호선 당산역의 역번호.
- 부산 도시철도 2호선 동원역의 역번호.
- 대구 도시철도 2호선 연호역의 역번호.

### 도로
- 일본 237번 국도(일본어판): 홋카이도 아사히카와시에서 우라카와군 우라카와정까지 이어지는 일본의 국도.
- 현도 제237호선

## 문화유산
- 대한민국의 국보 제237호: 고산구곡시화도 병풍
- 대한민국의 보물 제237호: 청자 순화4년명 항아리 (해제)[a]
- 대한민국의 사적 제237호: 서울 경모궁지

## 방송
- 지니 TV의 CGN 채널 번호.
- B tv 케이블에서 중국 공영 방송인 CCTV4의 채널 번호.

## 기타
- 연도: 237년, 기원전 237년